# Plastanoxus westwoodi
Plastanoxus westwoodi är en stekelart som först beskrevs av Jean-Jacques Kieffer 1914.  Plastanoxus westwoodi ingår i släktet Plastanoxus, och familjen dvärggaddsteklar. Arten är reproducerande i Sverige.